# EGG (7ORDERのアルバム)
『EGG』（エッグ）は、7ORDERとして初のミニアルバム。2025年1月22日に7ORDER RECORDSより発売された。

## 概要
- 2023年3月に発売された3rdアルバム『DUAL』以来、約1年10ヶ月ぶりとなる新作であり、メンバーの森田美勇人の脱退と阿部顕嵐の卒業の発表後、新たに5人体制となり初のアルバムである。
- 2024年中に配信されたシングルである「But(表)」「STEP ON STEP」「TOKYO TRIP」の3曲に加えて、7ORDERの初期に発売されたシングル「Sabãoflower」を自分たちの音で奏でるバンドサウンドにアレンジした「Sabãoflower – 2025」など全6曲が収録された。
- 2024年5月22日に配信されたシングル「But (裏)」は未収録となった。通常盤とLucky’s club数量限定盤の2形態で発売され、CD収録内容は共通である。

## リリース・アートワーク
＜封入特典＞
- 通常盤・Lucky’s club数量限定盤共通　　　　　　　　　　　　　　　　　　　　　　　　　　　　　　　　　　　　　　　　　　　　　　
  - 歌詞ブックレット(24ページ)/ステッカー

＜Lucky’s club数量限定盤特典＞
- トレーディングカード1枚(6種ランダム)
- 映像カード(「STEP ON STEP」ミュージック・ビデオメイキング映像収録)

＜購入特典（抽選）＞
- アルバム2枚購入者応募特典(シリアルコード2点)
- 「Lucky's club」限定　メンバー5人サイン会　100名様
  - 開催日時：2025年2月開催予定 場所：都内近郊
  - A賞 個別お話し会　500名様(各メンバー100名様)

＜アートワーク＞
- アートワークは親交の深い千原徹也が手掛けている。

## 収録内容
1. STEP ON STEP ‐ 3:06
2. TOKYO TRIP - 3:39                                              ・読売テレビ・日本テレビ系列                                「ダウンタウンDX」エンディングテーマ　　　　（1月・2月）
3. 原宿SCREAM - 2:43
4. Can You? - 3:31
5. But (表) - 3:03
6. Sabãoflower – 2025 - 3:27
2020年3月6日に発売・配信された自主制作「Sabãoflower」のアレンジバージョン。

## ライブ
2025年1月からスタートする全国ツアー『7ORDER LIVE TOUR 2025 EGG 〜笑顔で頑張る5人〜』が開催される。
- 1月29日（水）：大阪・グランキューブ大阪（昼公演・夜公演）
- 1月31日（金）：福岡・サンパレスホテル&ホール（昼公演・夜公演）
- 2月7日（金）：仙台・サンプラザホール（昼公演・夜公演）
- 3月9日（日）：愛知・Niterra日本特殊陶業市民会館 フォレストホール（昼公演・夜公演）
- 3月15日（土）：東京・日本武道館（特別公演）